# Pedro Alonso Niño
Pedro Alonso Niño (¿1468?-1502), conocido en su época como Peralonso Niño, fue un navegante y descubridor español. Era el segundo hermano de los "Niño" que participaron activamente en el Descubrimiento de América. Fue como piloto en la nao capitana Santa María en el primer viaje descubridor. También participó en el segundo viaje colombino y en varias armadas de abastecimiento entre los años 1494 y 1496, siendo reconocido por la Corona con el título de piloto mayor. Pedro Alonso también descubrió, en un viaje posterior a Paria, la Isla Margarita y la Punta de Araya, en las Antillas Menores.

## Biografía
Pedro Alonso Niño o Peralonso Niño, fue el segundo hijo de Alfón Pérez Niño, nació en la localidad onubense de Moguer en Andalucía, España, sobre el año 1468. La familia "Niño" constituía una estirpe de marinos avezados y curtidos en travesías por el Atlántico y el Mediterráneo. Fue creciendo en el ambiente marinero de su familia, formándose como marino hasta adquirir amplia experiencia. Fue apodado como “El negro”, por su relación con el comercio de esclavos africanos.
Estuvo casado dos veces: la primera con Juana Muñiz, de cuya unión nacieron Juan Niño, Isabel Quintero y Leonor Fernández, y después se casó con Leonor de Boria, con quien tuvo a Francisco Niño.
Tuvo  participación en los preparativos y desarrollo del viaje descubridor. Los Niño, una vez superados las primeras reticencias al proyecto de Colón, se convirtieron en férreos defensores del viaje, y pusieron todo su empeño en llevar a cabo la empresa Colombina. Convencieron a la marinería moguereña, y resto de marinos que habitualmente navegaban con ellos, para que se alistaran en el viaje colombino. Junto a sus hermanos, organizaron los preparativos de la carabela de su familia La Niña, en julio de 1492, en el puerto de Moguer.
En el primer viaje colombino, cuya partida se produjo el 3 de agosto de 1492 del puerto de Palos, Pedro Alonso fue piloto mayor, en la Santa María, de la expedición descubridora, El 12 de octubre de 1492 se culmina el viaje con el descubrimiento del nuevo mundo. Tras el encallamiento de la carabela Santa María, el 25 de diciembre de 1492, La Niña se convirtió en la nave capitana. Al mando de La Niña regresa Cristóbal Colón, y Pedro Alonso Niño como piloto mayor.

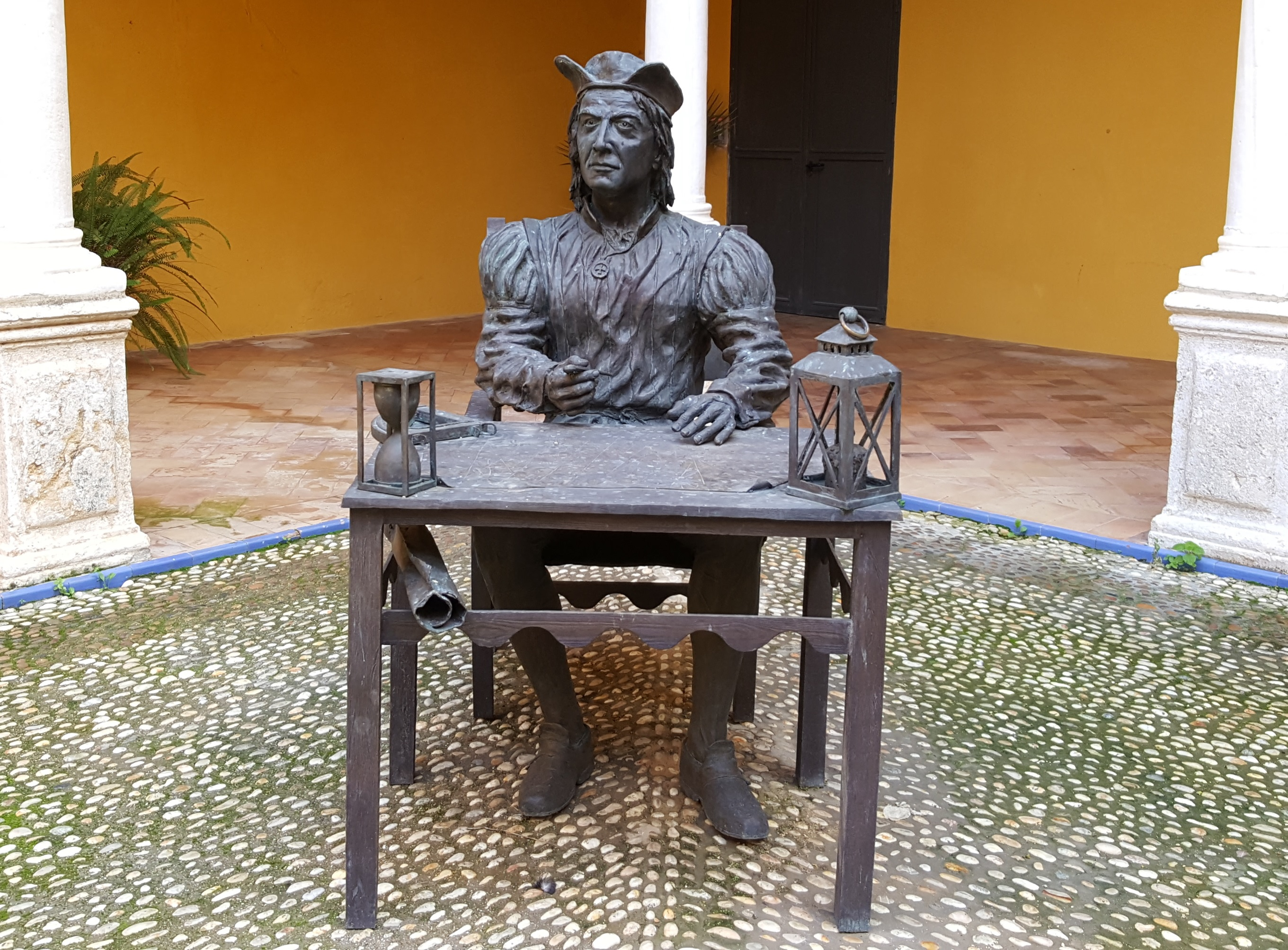
Estatua a Pedro Alonso Niño en el Convento de San Francisco de Moguer.

En 1493 participó en el segundo viaje colombino, como piloto mayor de la nave capitana. Regresaron rápidamente a la península, ya que estaba en Cádiz el 7 de marzo de 1494.
En abril de 1495 vuelve al puerto de Cádiz de otro viaje con cuatro naves a Indias. En este puerto prepara un nuevo viaje. Este tiene su salida en enero de 1496 en el puerto de Sevilla, con cuatro carabelas, yendo Pedro Alonso como piloto de la carabela capitana de la flota, aunque se hundieron todas las naves cerca de Rota, tras sufrir una fuerte tempestad. Tras rearmar una nueva flota, el 16 de junio de 1496, sale del Puerto de Cádiz, como piloto de la nave capitana "Santa María de Guia y Lázaro". Regresaron a Cádiz el 10 de noviembre de 1496. 
Pedro Alonso Niño planteó realizar una expedición particular a las tierras recién descubiertas, en la Costa de las Perlas (Paria), la cual había dejado deslumbrados a los exploradores de los primeros viajes colombinos. Para ello buscó la financiación de Luis Guerra, el bizcochero de Triana, rico comerciante al que impuso que su hermano Cristóbal Guerra fuera el capitán de la expedición, quedando Pedro Alonso Niño de piloto mayor de la nave, una carabela con 33 hombres.

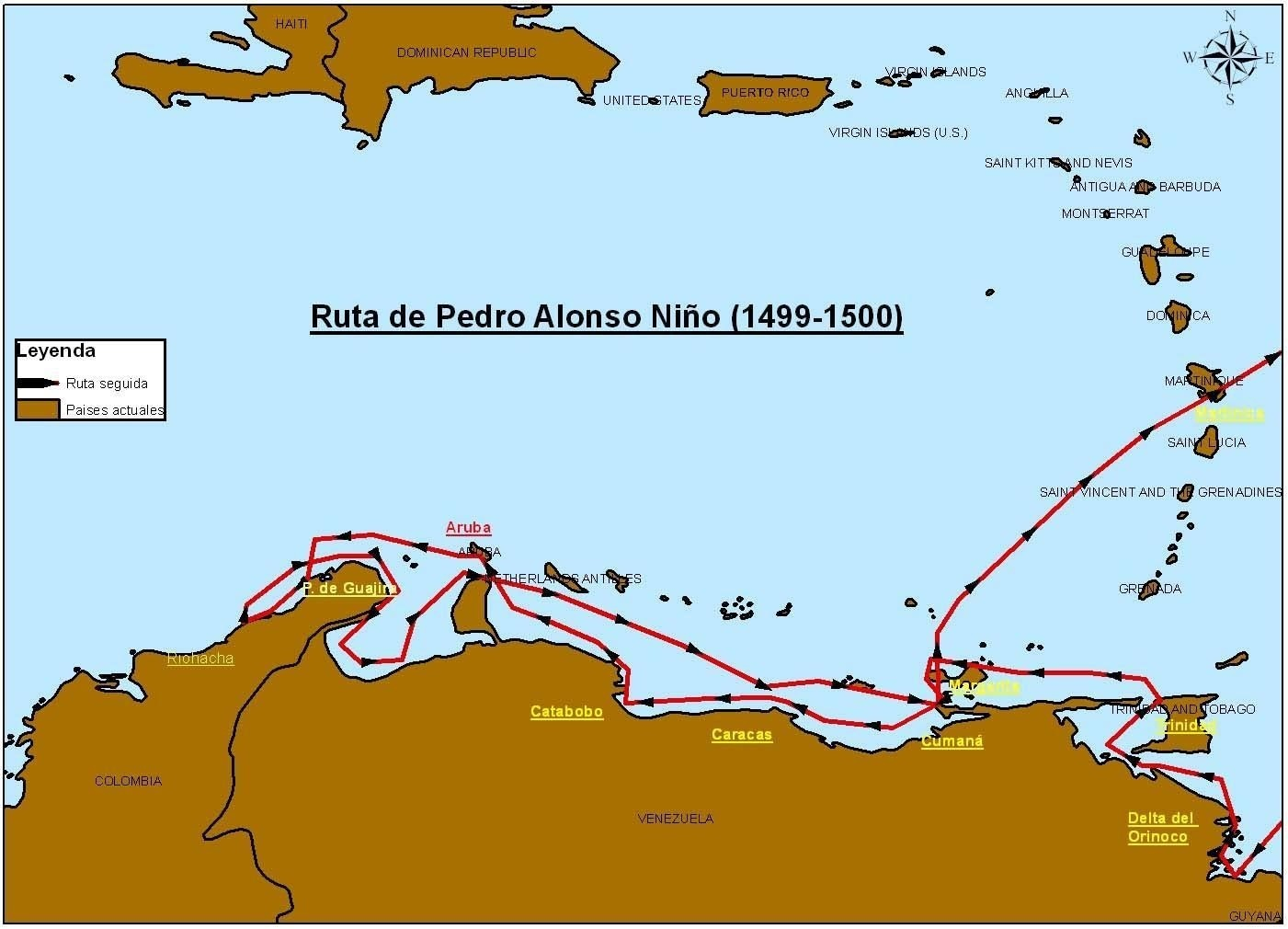
Rutas Pedro Alonso Niño (1499-1500).

En junio de 1499, una vez realizados todos los preparativos y cargada la nave con las mercancías a intercambiar, salió del puerto de Palos enfilando después la barra de Saltés. Siguieron la ruta de Ojeda y llegaron a Paria por el sur. De allí van a la Isla Margarita donde realizan el intercambio de mercancías, consiguiendo una enorme cantidad de perlas, en palabras de Pedro Mártir de Anglería "cargaron perlas como si fuera paja". Llegan a Cumaná y siguen consiguiendo perlas. Estos intercambios se hacían por mercancías que, para los españoles, tenían poco valor, al igual que para los indios las perlas, dicen los indios quedaron muy contentos, pensando que iban engañados los cristianos, que adquirieron entonces en sus rescates más de 150 marcos de perlas.

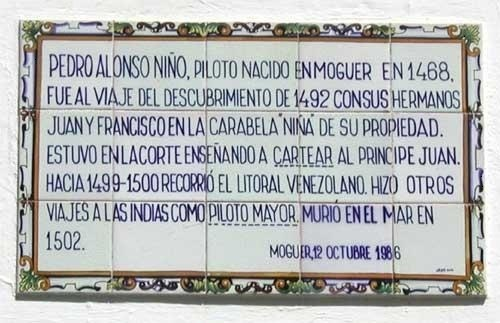
Placa homenaje en su calle (Moguer).

El último viaje que realizó, lo hizo en la flota del nuevo gobernador Nicolás de Ovando, en cuyo rol lo encontramos como piloto de resguardo, y no como piloto mayor, cargo para el que fue elegido al parecer por el propio Fonseca. La armada de Ovando, formada por treinta y dos barcos, zarpó el 3 de febrero de 1502, comandada como capitán por Antonio de Torre. Pedro Alonso Niño fue añadido por orden expresa de la Corona como piloto extraordinario de la capitana “Santa María del Antigua”, además del piloto normal Diego Ortiz. En Canarias la flota se dividió en dos.
A principios de julio, cuando regresaban, se toparon con un huracán a la altura de Santo Domingo que destruyó la flota, no dejando rastro de la misma. Fue sin duda un gran desastre, pues en ella pereció, además de Torres, el comendador Francisco de Bobadilla y Pedro Alonso Niño.